# Ladies Room
Ladies Room is de tweede aflevering van de televisieserie Mad Men. De aflevering werd geschreven door Matthew Weiner. De regie was in handen van Alan Taylor. 

## Samenvatting
Peggy wordt op werkvloer begeleid door de ervaren Joan Holloway. Zij leert haar de kneepjes van het vak, maar toont ook hoe ze naast de werkuren kan overleven. Zo komt Peggy dankzij Joan te weten hoe ze haar mannelijke collega's kan laten betalen voor haar lunch. 
Betty heeft een ongeluk met de auto. Wanneer ze naar de dokter gaat, krijgt ze te horen dat ze misschien beter met een psychiater praat. Aan de oppervlakte lijkt ze een eenvoudige huisvrouw, maar in feite verbergt ze heel wat complexen.
Don Draper vertelt liever niets over zijn verleden. Zelfs zijn baas en vriend Roger Sterling en zijn echtgenote Betty weten amper iets over zijn jonge jaren. Ondertussen stelt Don een creatief team samen om de campagne van een nieuwe deodorant aan te pakken. Grote baas Bert Cooper komt persoonlijk langs om Don mee te delen dat ze in de toekomst moeten werken aan de verkiezingscampagne van Richard Nixon.